# Grad Caernarfon
Grad Caernarfon (valižansko Castell Caernarfon) je srednjeveška trdnjava v Caernarfonu, Gwynedd, v severozahodnem Walesu, v upravljanju Cadw, službe za zgodovinske zgradbe valižanske vlade. V mestu Caernarfon je bil od poznega 11. stoletja do leta 1283, ko je kralj Edvard I. začel graditi kamniti grad, tu grad mota (grad na griču v obliki stolpa).  Edvardovo mesto in grad sta bila upravno središče severnega Walesa in zato so veliko pozornosti namenili obrambi. Povezava z rimsko preteklostjo Caernarfona in rimsko utrdbo Segontium v bližini je bila premišljena.
Ko so še gradili grad, je bilo okrog Caernarfona zgrajeno obzidje. Od začetka do konca leta 1330 so bili stroški med 20.000 £ in 25.000 £. Zunanjost je bila v glavnem končana, notranjost stavbe pa ne, veliko gradbenih načrtov nikoli ni bilo uresničenih. Mesto in grad so oplenili leta 1294, ko je Madog ap Llywelyn vodil upor proti Angležem. Caernarfon je bil ponovno zavzet naslednje leto. Med uporom  Owaina Glyndŵra 1400–1415 je bil grad oblegan. Ko so Tudorji leta 1485 zasedli angleški prestol, so se napetosti med Valižani in Angleži začele zmanjševati in gradovi so postali manj pomembni. Tudi grad Caernarfon je začel propadati.
Kljub razpadajočemu stanju je bil med angleško državljansko vojno grad v lasti rojalistov. Parlamentarci so jih trikrat premagali. Takrat je bil grad zadnjič uporabljen v vojni. Do 19. stoletja je propadal, nato pa je država financirala popravila. Leta 1911 je bil uporabljen za podelitev naslova valižanski princ (Prince of Wales) in še enkrat leta 1969. Grad je del svetovne kulturne dediščine Gradovi in mestno obzidje kralja Edvarda I. v Gwyneddu (Castles and Town Walls of King Edward in Gwynedd). 

## Ozadje
Prve utrdbe na Caernarfonu so zgradili Rimljani. Njihova trdnjava, ki so jo imenovali Segontium, je stala na obrobju današnjega mesta, v bližini brega reke Seiont, verjetno zaradi zavetja narave in prometne poti po reki. Caernarfon je dobil ime po rimskih utrdbah. V valižanščini se je kraj imenoval y gaer yn Arfon, kar pomeni "trdnjava v deželi nasproti Môna"; Mon je valižansko ime za otok Anglesey. O usodi Segontiuma in njegovega pripadajočega civilnega naselja po odhodu Rimljanov iz Britanije v začetku 5. stoletja je malo znano.

## Zgodnji grad
Po normanski zasedbi Anglije je Viljem Osvajalec veliko pozornost namenil Walesu. Po zapisih v knjigi Domesday Book iz leta 1086 je bil Norman Robert iz Rhuddlana odgovoren za ves severni Wales. Valižani so ga ubili leta 1088. Njegov bratranec, grof iz Chestra, Hugh d'Avranches je ponovno potrdil normanski nadzor nad severnim Walesom z gradnjo treh gradov: enega nekje v Meirionnyddu, enega v Aberlleiniogu na Angleseyju in enega v Caernarfonu. Ta zgodnji grad je stal na polotoku, ki sta ga omejevali reka Seiont in ožina Menai. Imel je obliko mota z leseno palisado in zemeljskimi nasipi. Mota ali kup je bil vključen v Edvardov grad. Izkopavanja na vrhu mote leta 1969 niso pokazala sledov srednjeveške gradnje. Verjetno je bil lesen stolp mota znan kot donžon. Valižani so leta 1115 ponovno dobili Gwynedd in grad Caernarfon. Iz dokumentov, napisanih na gradu, je znano, da sta Llywelyn Veliki, valižanski princ, kralj Gwynedda, in pozneje Llywelyn ap Gruffudd občasno živela na gradu. 

## Edvardov grad
Med Anglijo in Walesom je vojna spet izbruhnila 22. marca 1282. Vodja Valižanov je bil Llywelyn ap Gruffudd, ki je umrl 11. decembra istega leta. Njegov brat Dafydd ap Gruffydd je nadaljeval boj proti Angležem, a je leta 1283 zmagal Edvard I. Edvard je korakal po severnem Walesu, zajel grad v Dolwyddelanu in postavil svojega v Conwyju. Vojna se je maja 1283 bližala koncu, ko je padel grad Dolbadarn, zadnji grad Dafydda ap Gruffudda. Kmalu zatem je Edvard I. začel graditi gradova v Harlechu in Caernarfonu. Gradovi Caernarfon,  Conwy in Harlech so bili najveličastnejši v Walesu, njihova konstrukcija je skupaj z drugimi Edvardovimi gradovi po državi pomagala pri zagotavljanju angleške oblasti. Zidarski mojster, ki je bil odgovoren za oblikovanje in vodenje gradnje, je bil verjetno James iz Saint Georgea, izkušen savojski arhitekt in vojaški inženir, ki je igral pomembno vlogo pri gradnji Edvardovih gradov v Walesu. V skladu s Flores Historiarum je bilo v Caernarfonu med gradnjo gradu in načrtovanjem mesta odkrito telo rimskega cesarja Magna Maksima. Edvard I. je naročil njegov pokop v lokalni cerkvi.
Gradnja novega kamnitega gradu je bila del programa, ki je spremenil Caernarfon. Dodali so obzidje, povezano z gradom, in zgradili nov pomol. Najzgodnejša omemba gradnje v Caernarfonu je 24. junij 1283, ko so izkopali jarek, ki ločuje grad od mesta na severu. Okoli mesta je za zaščito nastala bretagium, vrsta zapore iz lesenih kolov, medtem ko je bila dokončna obramba v gradnji. Les je bil poslan celo iz Liverpoola. Kamen so dobili iz bližnjih krajev, z Angleseyja in okolice mesta. Stotine delavcev je sodelovalo pri izkopavanju jarka in temeljev gradu. Ko se je širil, je začel posegati v mesto; hiše so bile odstranjene, da so omogočile gradnjo. Tri leta prebivalcem niso bile izplačane odškodnine. Ko so bili postavljeni temelji za kamnite zidove, so zgradili lesena stanovanja za Edvarda I. in Eleonoro Kastiljsko, njegovo kraljico. V Caernarfon sta prišla  11. ali 12. julija 1283 in ostala več kot mesec dni.
Gradnja se je nadaljevala pozimi 1283/84. Ni jasno, kdaj je bila končana in v kakšnem obsegu, čeprav arhitekturni zgodovinar Arnold Taylor razmišlja, da je bil Orlov stolp končan ob ponovnem obisku Edvarda in Eleonore za veliko noč 1284. Rhuddlanski statut, sprejet 3. marca 1284, je Caernarfon povzdignil v okrožje in upravno središče okraja Gwynedd. V skladu s tradicijo se je Edvard II. rodil v Caernarfonu 25. aprila 1284.  Edvard je bil imenoval za valižanskega princa leta 1301 z nadzorom nad Walesom in ustreznimi dohodki. Od takrat dobi naslov najstarejši kraljevi sin. Po znani legendi je kralj obljubil Valižanom, da bo naslov dobil "princ, rojen v Walesu, ki ne govori niti besedice angleško" in nato je na njihovo presenečenje dobil sina; a zgodba je nepristna, saj se je pojavila le v 16. stoletju. Leta 1284 se je Caernarfon branil s 40 ljudmi, več kot Conwy in Harlech (30). Tudi v miru, ko je bila večina gradov zaščitena le z nekaj moškimi, je Caernarfon zaradi njegovega pomena varovalo med 20 in 40 oseb.
Leta 1285 je bilo obzidje večinoma končano, hkrati pa so nadaljevali delo na gradu. Poraba sredstev za gradnjo je bila od 1289 in do konca leta 1292 zanemarljiva, najdlje sta bila zgrajena južna fasada in obzidje. Ko bi bilo to končano in sklenjen obrambni krog okoli Caernarfona, so načrtovali še gradnjo severne fasade gradu.
Leta 1294 je v Walesu izbruhnil upor, ki ga je vodil Madog ap Llywelyn, valižanski princ. Ker je bil Caernarfon središče uprave Gwynedda in simbol angleške oblasti, je bil tarča valižanskih sil. Madog je mesto zajel septembra, ko je močno poškodoval obzidje. Grad se je branil samo z jarkom in začasno barikado. Hitro je bil zavzet in kar je bilo vnetljivo, je bilo zažgano. Ogenj je divjal po Caernarfonu in ogromno uničil. Poleti 1295 so Angleži spet zavzeli Caernarfon in novembra istega leta začeli obnovo obrambe mesta. Obnova obzidja je bila prednostna naloga. Ko je bila dokončana, je bila pozornost preusmerjena na grad in zaključna dela, ki so se ustavila leta 1292. Ko je bil upor zatrt, je Edvard I. začel graditi grad Beaumaris na otoku Anglesey. Ker je delo tam nadzoroval James iz Saint Georgea, je kot zidarski mojster prevzel novo fazo gradnje Walter Herefordski. Do konca leta 1301 je bil poudarek  na severni steni in stolpih. Računi med novembrom 1301 in septembrom 1304 manjkajo, verjetno zaradi premora pri delu zaradi vojne Anglije proti Škotski. Podatki kažejo, da je Walter Herefordski zapustil Caernarfon in bil oktobra 1300 do jeseni 1304 v Carlisleju zaradi škotskih vojn, nato pa so gradnjo nadaljevali. Walter je umrl leta 1309 in njegov neposredno podrejeni Henry Ellerton je prevzel položaj glavnega zidarja. Gradnja se je nadaljevala enakomerno hitro do leta 1330.
Od 1284 do 1330, ko je bila verjetno gradnja končana, je bilo za grad in obzidje porabljenih med 20.000 £ in 25.000 £. Ta znesek je ogromen in je prekosil porabo za gradova Dover in Château Gaillard, ki sta bila med najdražjimi in najveličastnejšimi utrdbami poznega 12. stoletja in v začetku 13. stoletja. Nadaljnjih dopolnitev je bilo malo in kar je še ostalo od gradu, je v bistvu iz Edvardovega obdobja. Kljub velikim stroškom veliko načrtovanega ni bilo nikoli narejeno. Nedokončani so ostali Kraljeva (vhod iz mesta) in Kraljičina vrata (vhod z jugovzhoda) ter zgradbe v notranjosti.

## Poznejša zgodovina
Približno dve stoletji po osvojitvi Walesa so dogovori, ki jih je Edvard I. sprejel za upravljanje države, ostali veljavni. V tem času je bil grad stalno nastanjen in Caernarfon glavno mesto severnega Walesa. Valižani niso dobili službe v upravi. Napetosti med njimi in angleškimi osvajalci so v začetku 15. stoletja prerasle v upor, imenovan Glyndŵrjev upor (1400–1415). Caernarfon je bil eden od ciljev njegove vojske. Mesto in grad so oblegali leta 1401 in novembra istega leta v bitki za Tuthill. Leta 1403 in 1404 so ga oblegali valižanski vojaki ob podpori francoskih sil. Posadka je štela okrog 30 mož.
Vzpon Tudorjev na angleški prestol leta 1485 je napovedal spremembe pri načinu upravljanja Walesa. Tudorji so bili valižanskega izvora in njihova vladavina je umirila sovražnosti med Valižani in Angleži. Gradovi so bili varni kraji, iz katerih bi se lahko upravljala država, a so postali manj pomembni. Postali so zanemarjeni in leta 1538 so poročali, da je bilo veliko gradov v Walesu moche ruynous and ferre in decaye for lakke of tymely reparation (precej razpadajočih in v stanju propadanja zaradi neprimernega vzdrževanja).
V Caernarfonu sta mestno obzidje in grad ostala v dobrem stanju, medtem ko so bili deli, ki bi bili potrebni vzdrževanja, v stanju propadanja, veliko lesa je zgnilo (na primer strehe). Leta 1620 je ostala le streha na Orlovem stolpu in Kraljevih vratih. S stanovanjskih zgradb so pobrali predvsem steklo in železo. Kljub slabemu stanju teh zgradb je bila obramba gradu dovolj dobra, da so se v angleški državljanski vojni v sredini 17. stoletja v njih nastanili rojalisti. Med vojno je bil trikrat oblegan. Stražnik je bil John Byron, 1. baron Byron, ki je leta 1646 predal Caernarfon parlamentarnim silam. Od takrat bojev na gradu ni bilo več. Čeprav je bilo leta 1660 odločeno, da je treba grad in mestno obzidje porušiti, je bilo delo prekinjeno že na začetku in se ne bi smelo nikoli začeti.
Kljub izogibanju namernemu rušenju je bil grad do konca 19. stoletja zanemarjen. Od leta 1870 dalje je vlada financirala popravila. Namestnik stražnika Llewellyn Turner je nadziral delo, v mnogih primerih sporno obnovo in ne le ohranjanje kamnitih objektov. Popravljeni so bili obzidje in strehe, jarek severno od gradu je bil očiščen zgradb, zgrajenih po srednjeveškem obdobju, saj so kljub protestom domačinov menili, da kvarijo pogled. Pod okriljem Urada za delo in njegovih naslednikov od leta 1908, je bil grad ohranjen zaradi svojega zgodovinskega pomena. Leta 1911 je bil prvič uporabljen za podelitev naslova valižanski princ princu Edvardu (pozneje Edvard VIII.), najstarejšemu sinu novo okronanega kralja Jurija V. Slovesnost je potekala ob vztrajanju takratnega ministra za finance Davida Lloyda Georgea, Valižana, rojenega v Caernarfonshiru.  Leta 1969 je bil naslov podeljen princu Charlesu. Čeprav je grad Caernarfon last krone, zanj skrbi Cadw, urad valižanske vlade za  zgodovinske objekte, odgovoren za vzdrževanje in upravljanje zgodovinskih stavb Walesa. Leta 1986 je bil grad dodan na seznam Unescove svetovne dediščine kot del "gradov in obzidja kralja Edvarda I. v Gwyneddu" kot priznanje njegovega pomena in da bi prispevali k ohranjanju in zaščiti mesta.  V gradu je muzej Royal Welch Fusiliers. Leta 2015 je bil zgrajen nov "vhodni paviljon", ki so ga zasnovali arhitekti družbe Donald Insall Associates. 

## Arhitektura
Pri zasnovi gradu je prevladala želja, da bi bila struktura veličastna kot simbol nove angleške oblasti v Walesu. To je bilo še posebej pomembno, saj je bil Caernarfon središče vlade v severnem delu države. Postavitev Edvardovega gradu je večinoma narekoval položaj zemljišča, čeprav je vlogo igrala tudi vključitev prejšnjega gradu mota. To je ograjen prostor, ki je približno v obliki osmerokotnika. Razdeljen je na dva prostora, zgornje in spodnje krilo, na vzhodu in zahodu. Vzhodno krilo ima kraljevske nastanitvene prostore in ni bilo nikoli dokončano. Ločitev naj bi bila urejena z vrsto utrjenih stavb, ki tudi niso bile nikoli zgrajene.
Ob zapornem zidu so bili izlivni pomoli in poligonalni stolpi, iz katerih bi se lahko razporejal ogenj. Na vrhu obzidja in stolpov so bile cine, ob južni strani pa zažigalne galerije; ta je bila mišljena tudi vzdolž severne stene, vendar nikoli zgrajena. Po mnenju vojaškega zgodovinarja Allena Browna je ta kombinacija "ena najmogočnejših koncentracij požarne moči v srednjem veku". Večina severnih stolpov je imela štiri nadstropja, tudi klet. Orlov stolp na zahodnem vogalu gradu je bil najlepši. Ima tri stolpiče, na katerih so bili kipi orlov. Stolp ima velike lože in je bil verjetno zgrajen za sira Ottona de Grandsona, prvega vrhovnega sodnika Walesa. Klet je imela vodna vrata, skozi katera so obiskovalci prišli po reki Seiont in vstopili v grad. Voda je bila tudi v vodnjaku iz vrtine v Stolpu z vodnjakom (Well Tower).
Videz Caernarfona se razlikuje od drugih Edvardovih gradov zaradi uporabe trakasto obarvanega kamna na stenah in njegovih mnogokotnih namesto okroglih stolpih, o čemer teče akademska razprava, da bi si razložili njihovo vlogo. Zgodovinar Arnold Taylor je trdil, da je bila zasnova gradu narejena po zgledu obzidja v Konstantinoplu. Edvard je verjetno zavestno posnemal podobo iz bizantinskorimskega imperija, nanjo pa so vplivale tudi legendarne sanje Magna Maksima, rimskega cesarja. V svojih sanjah je namreč videl  "najlepšo trdnjavo, kar jih je človek kdaj videl, v mestu ob izlivu reke, v gorati državi in nasproti otoka". Edvardova razlaga je bila, da je mesto Maksimovih sanj Segontium, kar je povezal z gradnjo gradu Caernarfon. Zadnje delo zgodovinarja Abigaila Wheatleyja trdi, da je bil načrt Caernarfona resnično Edvardova ideja. Narisal ga je po posnetkih rimskih mest v Veliki Britaniji, da bi nakazal povezavo s kraljem Arturjem in potrdil legitimnost za kralja.
Grad je imel dva glavna vhoda, eden je vodil iz mesta (Kraljeva vrata), drugi je omogočal neposreden dostop do gradu, ne da bi nadaljevali skozi mesto (Kraljičina vrata). Njihova oblika je značilna za ta čas, prehod med dvema spremljevalnima stolpoma. Če bi bila Kraljeva vrata končana, bi obiskovalec moral čez dva dvižna mostova, skozi pet vrat s šestimi dvižnimi vrati in s prebijanjem skozi desni kot bi se pojavil v spodnjem prostoru. Pot je bila opremljena s številnimi strelnimi linami za puščice in odprtinami v stropu. Kip Edvarda II. je bil postavljen v nišo s pogledom na mesto, nad vhodom v Kraljeva vrata. Po mnenju arhitekturnega zgodovinarja Arnolda Taylorja "nobena stavba v Veliki Britaniji ne kaže presenetljivejše ogromne moči srednjeveških utrdb kot velik dvostolpni prehod na gradu Caernarfon". Kraljičina vrata so nenavadna z vhodom nad tlemi; to je bilo zaradi vključitve prejšnjega gradu mota, dvignjenega od tal v notranjosti. Od zunaj so bila vrata dostopna po kamniti poti, ki je ni več.
Medtem ko so zaporni zid in stolpi v glavnem ohranjeni, nedotaknjeni, so vse, kar je ostalo od stavb, temelji. Kraljevski apartmaji so bili v zgornjem krilu, v spodnjem krilu pa so bile pomožne stavbe, kot so kuhinje. Kuhinje so bile zahodno od Kraljevih vrat. Na podlagi njihovih ostankov temeljev Taylor sklepa, da kuhinje niso bile močno zgrajene. Druga ključna značilnost tega dela gradu je bila Velika dvorana. Mejila je na južno stran spodnjega krila in je bila dolga 30,5 m. Čeprav so ostali le temelji, je bila v največjem razcvetu veličastna zgradba s fino arhitekturo in se je uporabljala za kraljevske zabave. Če bi bil grad Caernarfon končan, kot je bil načrtovan, bi lahko bil v njem dvor z več sto ljudmi.